# Karl Mecséry
Karl svobodný pán Mecséry de Tsoór (19. ledna 1804, Tábor – 12. září 1885, Štýrský Hradec) byl rakouský politik a státní úředník. Od mládí působil ve státní správě v Čechách, v době Bachova absolutismu zastával dlouhodobě funkci místodržitele v Čechách (1849–1860). Poté byl členem vlády jako ministr policie (1860–1865), svou kariéru zakončil jako místodržitel ve Štýrsku (1865–1869).

## Kariéra

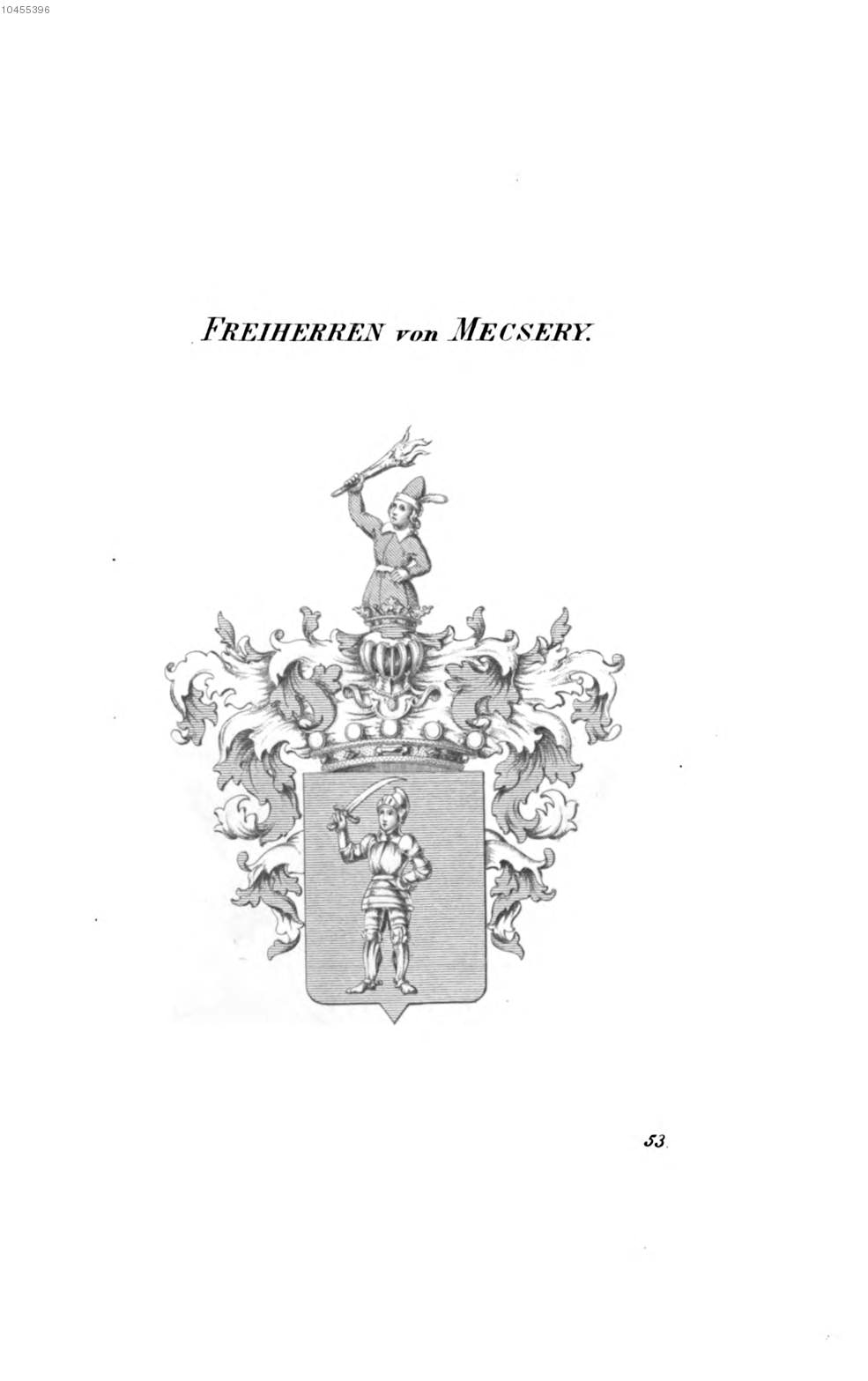
Erb rodu Mecséry

Pocházel z uherské šlechtické rodiny, narodil se v Táboře jako syn c. k. polního podmaršála Johanna Karla Mecséryho (1770–1832). Vyrůstal v Kutné Hoře, kde jeho otec sloužil u armády, poté studoval na Tereziánské akademii ve Vídni. Po studiích vstoupil do státních služeb, začínal v roce 1827 jako konceptní praktikant u českého zemského gubernia, poté působil u krajských úřadů v Hradci Králové a Chrudimi, v letech 1839–1843 byl guberniálním radou u českého zemského gubernia. V roce 1842 byl jmenován c. k. komořím a zároveň získal český inkolát. V letech 1843–1848 byl krajským hejtmanem v Hradci Králové. V revolučním roce 1848 se stal guberniálním viceprezidentem v Praze a po reorganizaci státní správy byl jmenován prvním místodržitelem v Čechách. Do úřadu nastoupil 8. prosince 1849, oficiálně do funkce byl uveden k 1. lednu 1850. Měl podíl na potlačení revolučního hnutí v letech 1848–1849 a později v době Bachova absolutismu na omezování osobních svobod. Od roku 1849 byl též c. k. tajným radou a funkci českého místodržitele zastával až do října 1860. Poté byl povolán do Vídně a ve dvou vládách zastával funkci ministra policie (1860–1865). V červenci 1865 převzal ministerstvo policie předseda vlády Richard Belcredi a později byl úřad zrušen. Karl Mecséry pak v letech 1865–1869 vykonával funkci místodržitele ve Štýrsku. V srpnu 1869 odešel do penze a poté žil v soukromí ve Štýrském Hradci.
Za zásluhy ve státních službách byl jako český místodržitel dekorován Řádem železné koruny I. třídy (1852), ve funkci ministra policie získal velkokříž Leopoldova řádu (1863), kromě toho byl nositelem saského Albrechtova řádu (1851) a pruského Řádu červené orlice (1860). Při odchodu do penze obdržel velkokříž Řádu sv. Štěpána (1869), od roku 1865 zároveň vykonával čestnou funkci kancléře Řádu železné koruny. V roce 1863 byl jmenován doživotním členem rakouské panské sněmovny.
V roce 1860 po něm byla pojmenována Mecsérova silnice v Praze od místodržitelského letohrádku k rybníkům ve Stromovce. Toto pojmenování dodnes připomíná pamětní obelisk poblíž letohrádku.

## Rodina
V roce 1834 se oženil s hraběnkou Johannou Pachtovou (1806–1884) z českého šlechtického rodu Pachtů z Rájova. Johanna byla se svými staršími sestrami spolumajitelkou panství Mníšek pod Brdy. Z jejich manželství pocházely tři děti. Syn Karel (1835–1901) byl c. k. generálmajorem, mladší syn Emerich (1840–1892) sloužil také v armádě a dosáhl hodnosti plukovníka. Dcera Johanna (1836–1915) se provdala do rodu Lambergů.